# Maďaři v Rumunsku

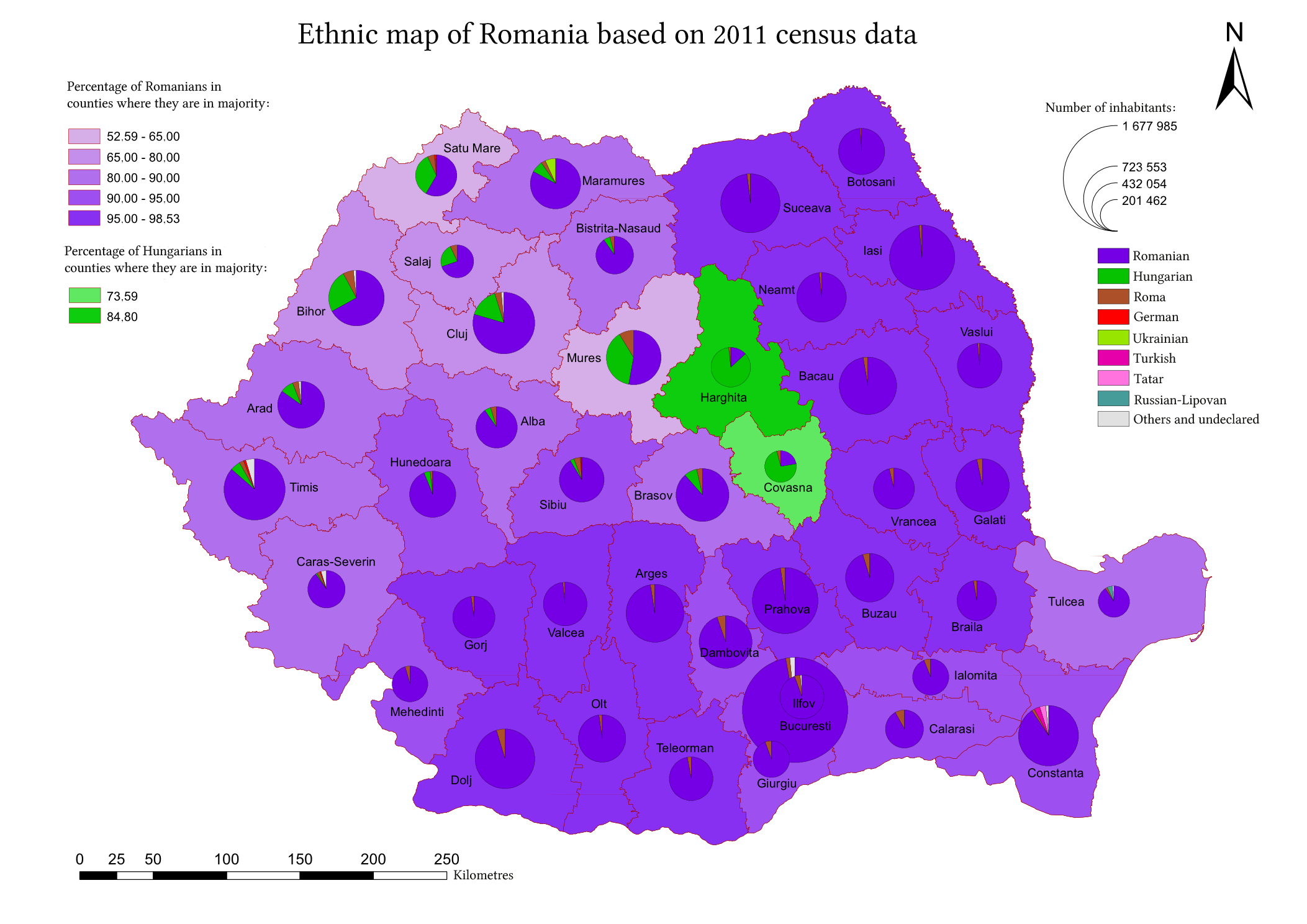
Zastoupení Maďarů v Rumunsku, značeni zeleně

Maďaři v Rumunsku (maďarsky: romániai magyarok; rumunsky: maghiarii din România) jsou významná národnostní menšina rumunského státu. Podle sčítání lidu z roku 2021 žije v Rumunsku 1 002 151 občanů maďarské národnosti, což představuje asi 6 procent obyvatel. Ještě o něco více obyvatel, 1 038 806 lidí, uvedlo maďarštinu jako svůj mateřský jazyk (6,3%). Nejvíce Maďarů žije v příhraničních oblastech, které před Trianonskou smlouvou z roku 1920 patřily k Uhrám, a pak existuje tradiční maďarská enkláva uprostřed Rumunska, v Sedmihradsku, zvláště pak v historické zemi Sikulsko. Tito Maďaři jsou nazýváni Sikulové a mají osobitou identitu. Specifičtí jsou také Csángóové v Moldávii (zejm. okolí Bacău), kteří na rozdíl od většiny svých soukmenovců přijali rumunštinu. V župách Harghita a Covasna tvoří Maďaři výraznou většinu obyvatel (84,8% a 73,74%). Rumunští Maďaři jsou zhruba půl na půl kalvinisté (45,3%) a římští katolíci (40,4%). Maďaři jsou výraznou součástí rumunské kultury, maďarské národnosti byli dvojnásobná olympijská vítězka ve skoku vysokém Jolanda Balașová, čtyřnásobná zlatá olympijská medailistka v gymnastice Ecaterina Szabóová, olympijská vítězka v běhu na 5 km Gabriela Szabóová, dvojnásobný mistr světa v házené Ștefan Birtalan, fyzik Albert-László Barabási, hudební skladatelé Béla Bartók, György Ligeti a György Kurtág nebo spisovatelé Áron Tamási, Attila Bartis, Ádám Bodor a György Dragomán. Politická strana Demokratický svaz Maďarů v Rumunsku, která hájí zájmy menšiny, je poměrně významnou stranou rumunského politického systému, v letech 1996-2000 byla ve vládě. Má blízko k maďarské straně Fidesz. Ve volbách pravidelně získává mezi 5-7 procenty hlasů. Na Babeș-Bolyaiově univerzitě v Kluži probíhá 30 procent přednášek v maďarštině. Asi 280 000 rumunských Maďarů přijalo i maďarské občanství, poté co maďarská vláda prosadila v roce 2011 zákon to umožňující. Poslední významné etnické napětí bylo zaznamenáno v roce 1990 (incident v Târgu Mureș, jemuž Maďaři říkají "černý březen", Fekete Március).